# 圖克托蓬塔山
圖克托蓬塔山（Tuctopunta），是秘魯的山峰，位於該國北部安卡什大區，由瓦拉斯省的奧列羅斯區負責管轄，屬於布蘭卡山脈的一部分，海拔高度5,343米。